# 도야마 TV 방송

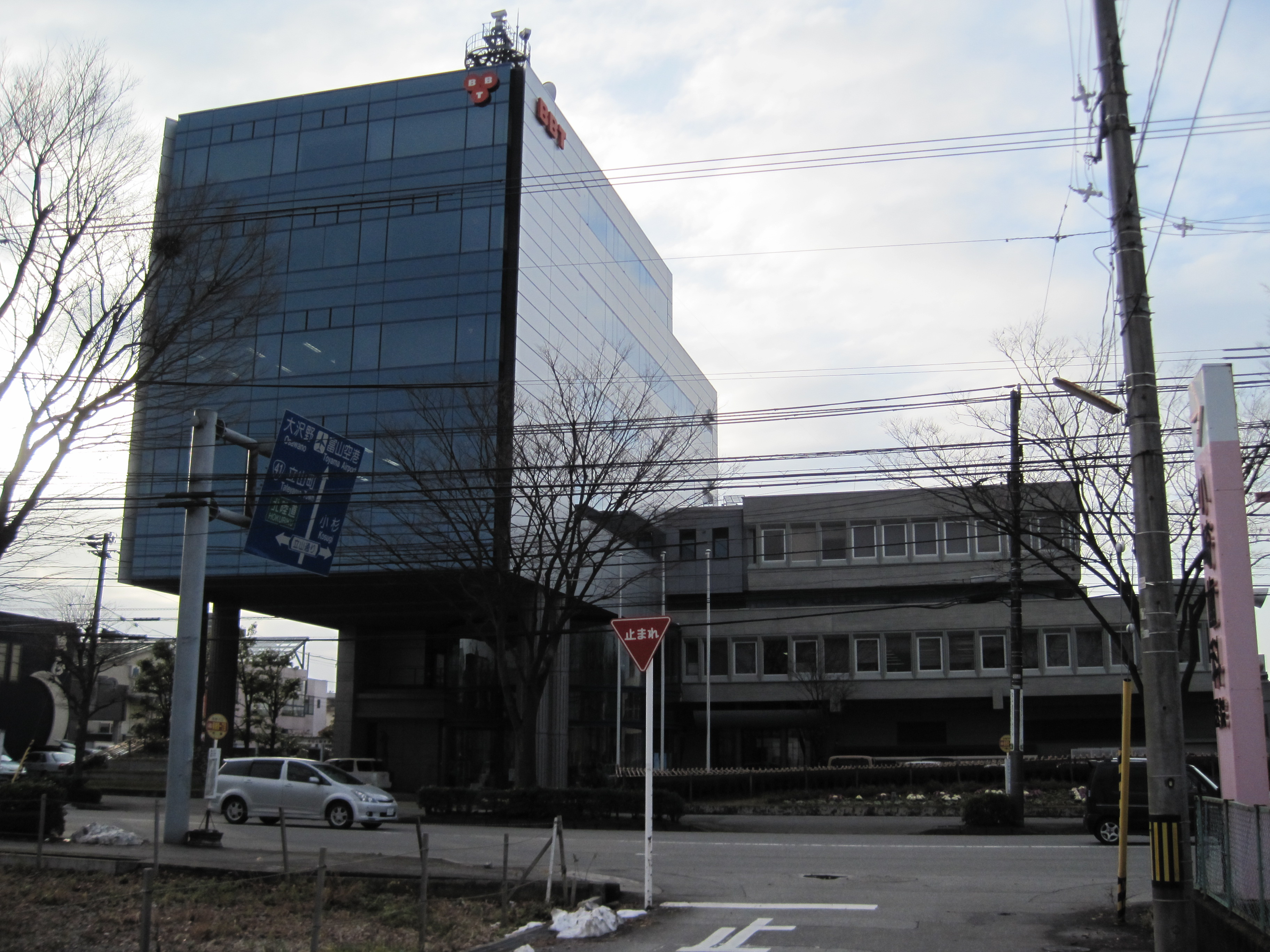
도야마 TV 방송

도야마 TV 방송 주식회사(일본어: 富山テレビ放送, TOYAMA TELEVISION BROADCASTING Co.,ltd.)는 도야마현을 방송대상 지역으로 하는 방송국으로 약칭은 BBT로 Best Broadcasting Toyama Terevison의 약자이다.

## 개요
- 호출부호는 JOTH-DTV. FNN 계열 텔레비전 방송국이다.
- 개국 당시의 약칭은 주 방송채널 (34ch)에서 따온 T34(제2차 세계 대전의 탱크와는 관계없음)이었다.
- 현사옥 증축때 6층에 지상 전파탑을 설치했으나, 용도 폐기되어 철거되었다.
- 도카이 TV가 주식의 21.0%를 보유하고있고, 호쿠리쿠 주니치 신문·아사히 신문과 협력관계를 맺고 있다.
- 방송 가청구역은 도야마현내 전역과 이시카와현 일부.

## 연혁
- 1967년 11월 텔레비전 예비면허 취득.
- 1968년 3월 12일 회사 설립.
- 1969년 4월 1일 도야마현의 두 번째 민방텔레비전 방송국으로 개국.
- 1985년 12월 6일 음성다중방송 개시.
- 1994년 1월 1일 약칭을 T34에서 BBT로 변경.
- 2006년 4월 1일 지상파 디지털 텔레비전 시험방송 시작.
- 2006년 10월 1일 지상파 디지털 텔레비전 방송 개시.
- 2011년 7월 25일 지상 아날로그 방송 종료

## 네트워크 변천사
- 1969년 4월 1일 후지 TV계열국으로서 개국했기 때문에 FNN완전가맹국으로 정해졌으며 NET-TV 프로그램·도쿄 방송 프로그램 일부가 기타니혼 방송에서 이행되었다.
또, 후지TV 프로그램중에는 기타니혼 방송에서 계속 방송한 프로그램도 있었지만, 수개월~수년후에 모든 프로그램의 이행이 완료된다.뉴스 계열은 그때부터 FNN.
- 1969년 10월 1일 이 날 발족한FNS에 가맹.
- 1990년 10월 1일 TV-U 도야마(현：튤립 TV) 개국에 따라 도쿄 방송 프로그램이 중단된다.

## 사건·사고

### 방송 사고
BBT는 도야마현내의 방송국에서도 방송 사고가 많은 방송국이다.
- 보도 특별프로가 방송되었을 때 마스터실이 혼잡해져서 후지 TV측 광고가 그대로 방송 되고 있었다.
현재는 그러한 방송 사고를 내지 않게 보도 특별프로의 경우 마이크로 회선의 본회선(키국의 CM등을 그대로 방송되고 있는 회선)을 사용하지 않고 별도회선(CM은 흐르지 않지만 스튜디오의 영상등이 흐르고 있다)을 사용하고 있다.
- 2004년 10월 27일에 발생한 니가타현 조에쓰 지진당시 토사 붕괴 현장에서의 아이 구출 장면을 특별프로그램으로 방송했을 때에 방송 사고 문제로 별도회선을 사용해 방송했기 때문에 도쿄에서 광고가 흐르고 있는 동안 BBT에서는 이 특별프로를 담당한 후지 TV 아나운서가 스탭과 협의하는 스튜디오의 모습이 그대로 방송되어 시청자로부터 불평이 나왔다.
- 2005년 7월 2일 전날부터 내린 호우로 소형트럭이 강에 떨어져 운전자가 행방 불명되었다.같은 날 낮에 방송된 뉴스 프로그램에서 현장에 나가 중계를 진행했지만 아나운서 리포트중에 음성이나 영상이 흐트러지는 등 방송상태가 고르지 못했고 결국 「이후에 도야마쪽에서 전하겠습니다 」라고 하는 문구가 들어간 지역전용 영상을 전국을 향해서 몇 초 동안 방송했다. 그러나 중계는 계속되지 않고 아예 중지되었다고 한다.

### 그 외의 사건
- 2007년 1월 20일 도야마시내에서 행해진 BBT 주최의 이벤트 「전국 라면축제와 일본해의 맛」에서 유니세프에서 주최한 모금행사에 참여한 사람들을 대상으로 한 이벤트에서 사용된 캔디의 유통기한이 2006년 12월 31일까지였다는 사실이 당일 저녁 한 참가자로부터의 제보로 밝혀졌다.
BBT가 메이커에 문의한 결과 「건강에는 문제 없다」라는 회답을 얻었지만 참가자들에게서는 「불안하다」는 내용의 전화가 있었다고 하며 참고로 당시 캔디는 약 30여명에게 약 800개 정도 배포되었다고 한다.
BBT에서는 그 해 1월 23일 자사 뉴스 및 web 사이트에서 사실을 공표하고 회수를 호소하고 있었다고 한다.

## 도야마현에 있는 다른 텔레비전·라디오 방송국
- NHK 도야마 방송국
- 기타니혼 방송(KNB)(TV는 니혼 TV 계열, 라디오는 JRN・NRN 계열)
- 튤립 TV(TUT)(도쿄 방송 계열)
- 도야마 FM방송(JFN계열)